# Эржвилкское староство
Эржвилкское староство (лит. Eržvilko seniūnija) — одно из 12 староств Юрбаркского района, Таурагского уезда Литвы. Административный центр — местечко Эржвилкас.

## География
Расположено в Каршувской низменности, на западе Литвы, в северной части Юрбаркского района.
Граничит с Шимкайчяйским староством на юго-востоке, Юрбаркайским и Гирджяйским — на юге, Батакяйским и Гауреским староствами Таурагского района — на западе, Немакщяйским староством Расейняйского района и Скаудвильским староством Таурагского района — на севере, а также Видуклеским староством Расейняйского района — на востоке.

## Население
Эржвилкское староство включает в себя местечко Эржвилкас, 70 деревень и 1 хутор.